# Центральносибирский заповедник
Центральносиби́рский запове́дник — природный биосферный заповедник, расположенный на территории Эвенкийского района Красноярского края. Полное официальное название — Центральносибирский государственный природный биосферный заповедник.
Заповедник был основан 9 января 1985 года Расположен на западной окраине центральной части Средне-Сибирского плоскогорья и в долине среднего течения Енисея. Его площадь составляет 1 019 899 га.
Основной целью создания заповедника является сохранение и изучение разнообразных наземных и водных природных комплексов среднетаежной Сибири в ее центральной части, ландшафтов поймы и долины Енисея, самой реки и её притоков.
Входит в состав ассоциации заповедников и национальных парков Алтай-Саянского экорегиона.

## История
Первым упоминанием о создании заповедника в Центральной Сибири обычно считается первый проект географической сети заповедников России, созданный в 1917 году учёным, путешественником и натуралистом Вениамином Семёновым-Тян-Шанским — именно он назвал перспективным создание заповедника в бассейне правобережья Енисея и Подкаменной Тунгуски.

## Флора и фауна
На территории заповедника встречаются свыше 500 сосудистых растений. В фауне заповедника насчитывается 36 видов пресноводных рыб, зарегистрировано 46 видов млекопитающих. Широко распространены бурый медведь, соболь, колонок, кабарга, северная пищуха, алтайский крот, обыкновенная бурозубка, пятнистый конёк, корольковая пеночка, вьюрок, чирок-свистунок и др.